# Charles Burney
Charles Burney, född 7 april 1726 Shrewsbury, Shropshire, död 12 april 1814 i Chelsea, London, var en engelsk musikhistoriker och tonsättare.
Burney blev 1769 doktor i musik vid Oxfords universitet, 1782 organist vid Chelsea College. Han gjorde sig mest känd genom sina musikhistoriska studier, av vilka i synnerhet A General History of Music (fyra band, 1776–89) visar honom som en för sin tid ovanligt skolad historiker och musikförfattare. Hans upplaga av Sixtinska kapellets sånger (1771) inledde pånyttfödelsen av Palestrinaperiodens musik. Sin samtids tonkonst behandlade Burney i sin musikaliska dagbok från 1771, skriven efter en längre studieresa 1770, The Present State of Mmusic in France and Italy, efter en ny resa 1772 fortsatt av en skildring av musiken i Tyskland och Nederländerna (1773). Av stort värde är även An Account of the Musical Performances in Westminster-Abbey...in Commemoration of Handel (1785).